# Oratório de Santo André na Ponte Mílvia

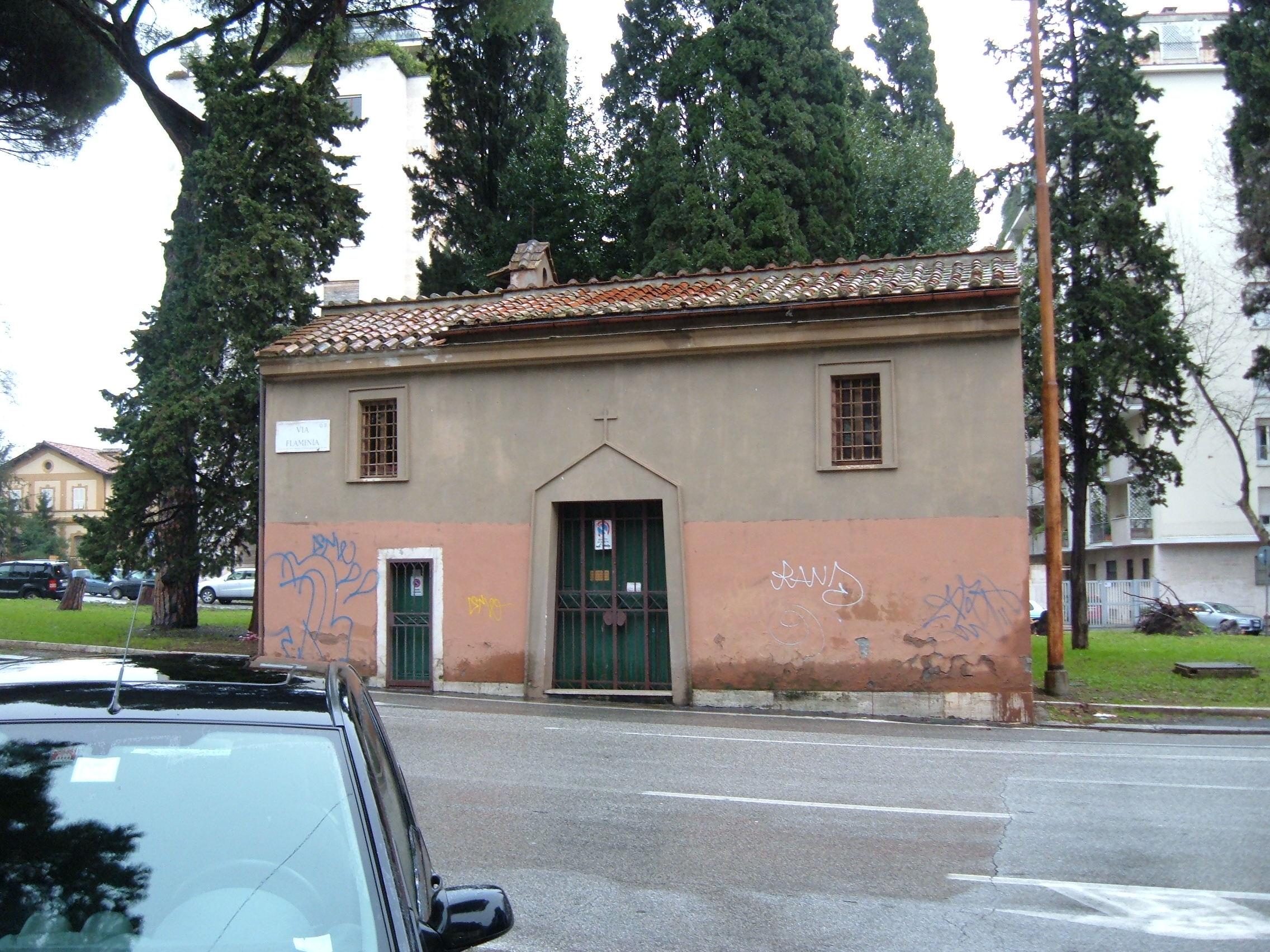
Vista frontal do oratório.

Sant'Andrea a Ponte Milvio, conhecido também como Sant'Andrea a Ponte Molle, é um oratório localizado na Via Flaminia, no quartiere Flaminio de Roma, pouco antes da estrada que chega  da Ponte Milvio.

## História
Este oratório foi construído ao lado de uma edícula com a estátua de Santo André, erigida pelo papa Pio II para lembrar a cerimônia realizada no local em 11 de abril de 1462, quando o papa se encontrou com o cardeal Bessarion, que trazia consigo a cabeça do apóstolo. A relíquia havia sido salva por Tomás Paleólogo, déspota de Patras (na Grécia), que havia fugido para escapar dos turcos otomanos. Ela chegou primeiro a Ancona, depois seguiu para Narni por terra e dali, pelo Tibre, chegou até a Ponte Milvio. A igreja vizinha de Sant'Andrea a Via Flaminia foi construída pelo mesmo motivo. Da ponte, a cabeça seguiu em procissão até a Basílica de São Pedro, onde ainda hoje ela está preservada.
O pequeno oratório, de planta retangular, foi também construído no século XV, logo depois da edícula. Na entrada do oratório está o brasão do cardeal Piccolomini, sobrinho de Pio II e futuro papa Pio III. Em 1566, o papa Pio V entregou o oratório à Arquiconfraria da Trinità dei Pellegrini. À volta do pequeno edifício está um cemitério destinado a forasteiros que morressem em Roma durante uma peregrinação à cidade santa, construído também logo depois da edícula. Dele restam apenas algumas lápides e um ossuário, cuja entrada ficava no centro do pequeno jardim.
Hoje é um local de culto subsidiário da paróquia de Santa Croce a Via Flaminia.

## Edícula

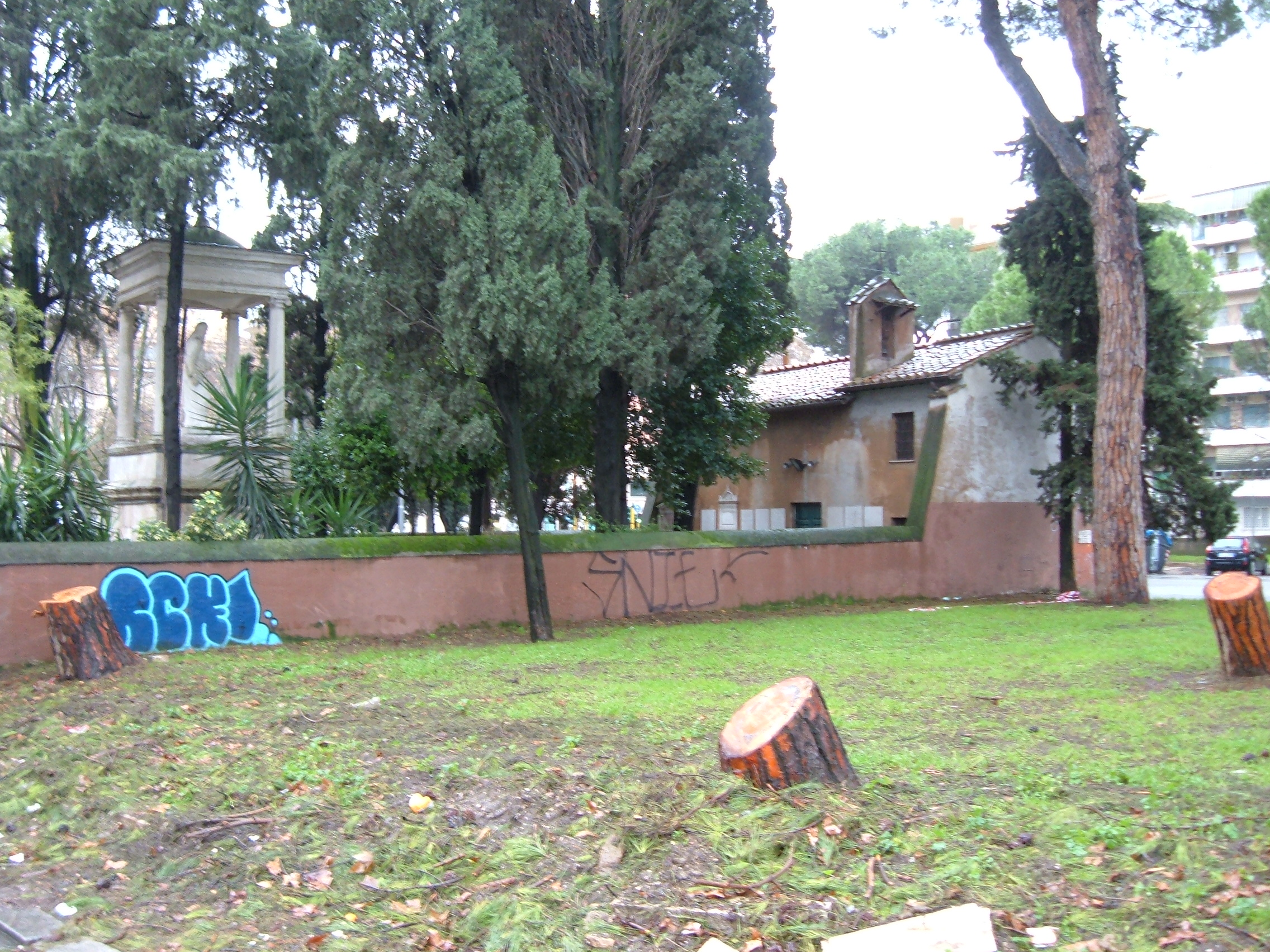
Vista posterior do oratório, destacando a grande edícula com a estátua de Santo André à esquerda.

A edícula, com base em travertino e quatro pequenas colunas de alabastro capitéis jônicas e bases Ática, foi a atribuída a Francesco del Borgo. Sob o teto, que inclui uma pequena cúpula, está uma estátua de Santo André esculpida por Paolo Taccone de 1463. Segundo Mariano Armellini, os autores da estátua seriam Varrone e Niccolò, ambos de Florença, alunos de Filarete. Giorgio Vasari também atribuiu a estátua aos dois florentinos. A edícula foi destruída por um raio em 1866 e reconstruída poucos anos depois ligeiramente alterada.